# 파도의 바다

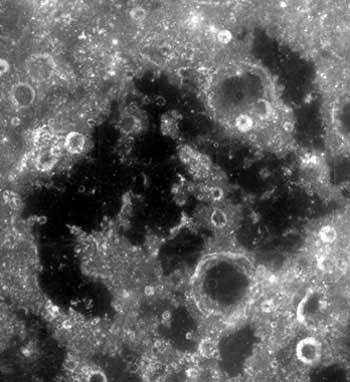
파도의 바다

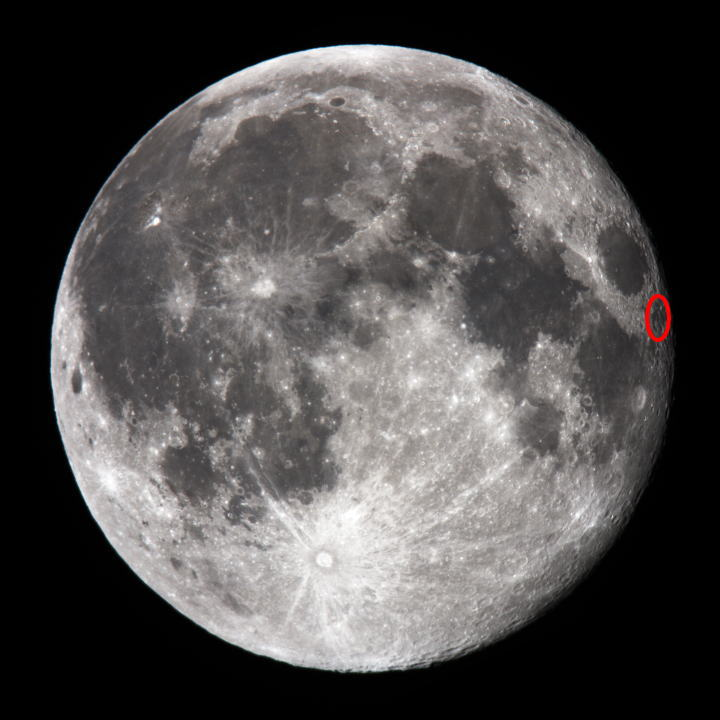
파도의 바다의 위치

파도의 바다(라틴어: Mare Undarum)는 달의 표면에 있는 달의 바다이다. 거품의 바다 북쪽에 위치해 있으며, 달의 앞면에 있다. 파도의 바다는 현무암으로 구성되어 있으며, 주위는 넥타리안기 지층에 둘러싸여 있다. 파도의 바다 남부에는 두비아고 분화구가 있고, 북동부에는 콩도르세-P가 위치해 있다. 직경은 243km이다.

## 참조
1. ↑  “Moon Mare/Maria”. 《Gazetteer of Planetary Nomenclature》. USGS Astrogeology. 2010년 8월 20일에 확인함.